# Palazzo Reale di Napoli
Palazzo Reale di Napoli är ett palats på Piazza del Plebiscito i gamla staden i Neapel i Italien.
Det uppfördes mellan 1600 och 1616 Domenico Fontana på uppdrag av Spaniens vicekung Fernando Ruiz de Castro Andrade y Portugal. Det ersatte ett tidigare palats, i sin tur uppfört 1543, för att fungera som residens åt Spaniens vicekung i Neapel. Palatset fungerade som residens åt tjugotvå spanska vicekungar och elva österrikiska vicekungar mellan 1616 och 1734, och genomgick en nästan ständigt pågående ombyggnation enligt varje vicekungs smak. 
Mellan 1734 och 1860 fungerade palatset som officiellt huvudresidens för kungafamiljen över det självständiga kungariket Neapel, sedan kungariket Bägge Sicilierna. Kungafamiljen hade flera residens och efter 1780 tillbringade kungaparet minst halva året på sina residens utanför staden, särskilt slottet Caserta.
Efter att kungariket anslutits till kungariket Italien 1860 överfördes det till den italienska kungafamiljens ägo. Den italienska kungafamiljen använde sällan slottet. 1919 överfördes slottet formellt på den italienska staten. 

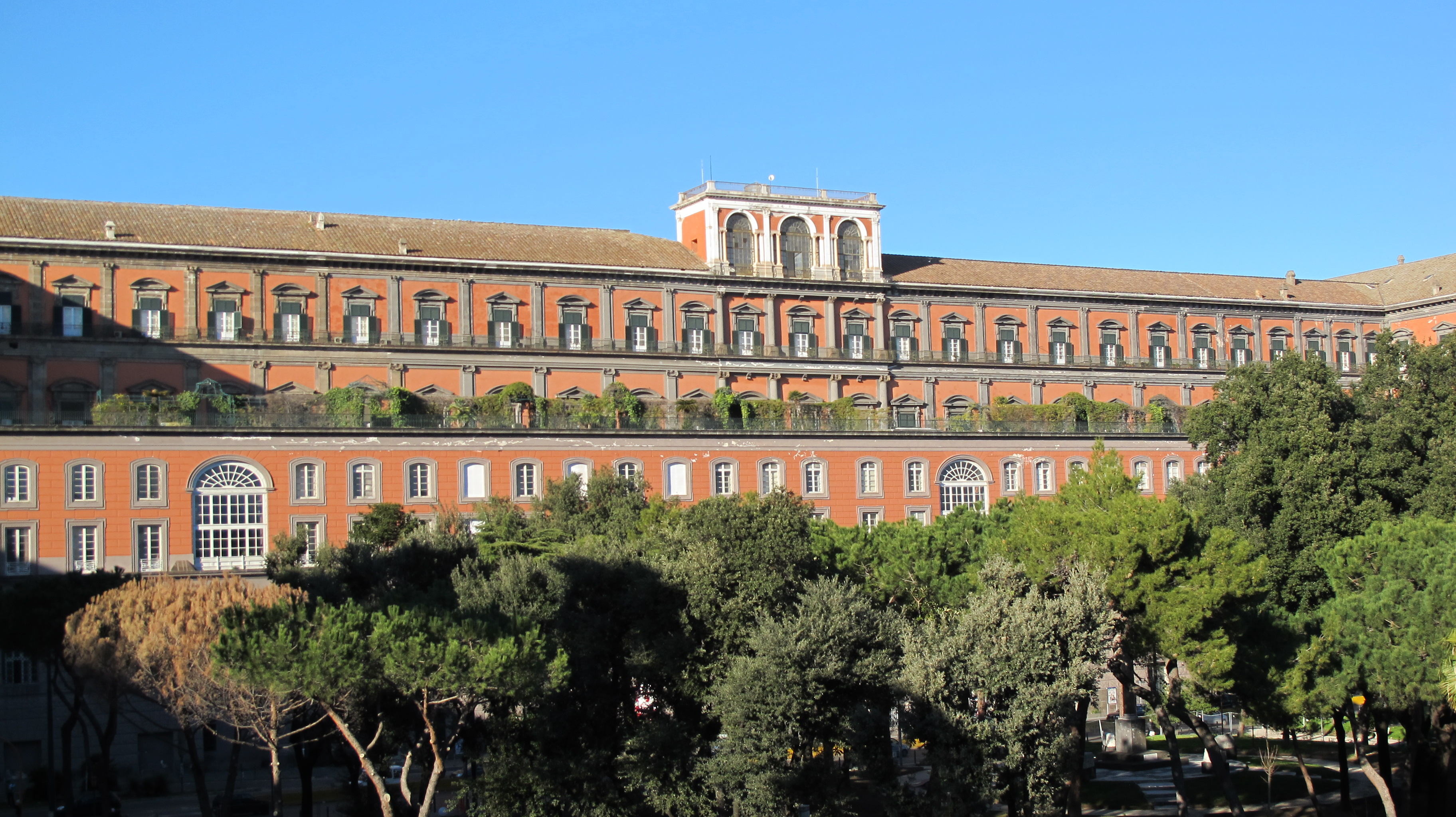
Palazzo Reale.